# Der Hufschmied
Der Hufschmied (Originaltitel: The Blacksmith; Alternativtitel: Seines Glückes Schmied) ist eine US-amerikanische Kurzfilm-Slapstick-Komödie aus dem Jahr 1922 mit Buster Keaton in der Hauptrolle, der auch gemeinsam mit Malcolm St. Clair für Drehbuch und Regie verantwortlich war.

## Handlung
Als Gehilfe des Hufschmieds macht es Buster Keaton seinem Meister nicht leichter. Unter anderem bindet er einem Schimmel mit einem sehr wählerischen Hufeisengeschmack die Hufeisen nur an, anstatt das Pferd richtig zu beschlagen; fährt er seinen Meister an und sperrt ihn ein; verkauft er der Besitzerin eines braunen Pferdes einen nicht funktionierenden Sattelstoßdämpfer und zerstört die Automobile, die in der Schmiede repariert werden sollten. Von den Geschädigten wütend verfolgt, macht sich Buster Keaton am Ende aus dem Staub und fährt mit der Schimmelbesitzerin in die Flitterwochen.

## Uraufführung
Der Hufschmied wurde am 21. Juli 1922 in den Vereinigten Staaten uraufgeführt. Seine deutsche Erstaufführung erlebte der Film am 21. August 1925 unter dem Titel Seines Glückes Schmied.